# Hans-Peter Frank
Hans-Peter Frank, född 12 augusti 1937 i Dresden, är en tysk dirigent.

## Biografi
Frank föddes i Dresden, men växte upp i Riesa. Han var tidigt intresserad av musik och redan som 12-åring satt han vid orgeln i Riesa Trinitykyrkan och spelade preludier och fugor av Bach. Medan han fick utbildning på musikskolan i Dresden av Ms. Brandner-Siegert från 14 års ålder, uppträdde han redan på offentliga konserter. Efter gymnasieexamen studerade han piano i mästarklassen vid Dresdens konservatorium med Johannes Schneider-Marfels (1910–1967). Under sina studier vann han ett hederspris 1955 som den yngste deltagaren i "All-German Schumann Competition". 1956, Schumanns jubileumsår, fick han flera gånger spela Schumanns pianokonsert i a-moll op 54 med Dresden Philharmonic under Kurt Masur och under Heinz Bongartz.
Efter avslutad utbildning började den då sedvanliga traditionella karriären för en kapellmästare som soloarpetitör på Mecklenburgs Statsteater i Schwerin, där Masur nu var chefsdirigent. I samma egenskap, men också som assistent åt chefsdirigenten Otmar Suitner, flyttade han 1961 till Dresdens statsopera. Det fanns också möjligheter att dirigera där.
Frank fick sin första position som kapellmästare vid Nationaltheater Weimar 1965. Uppgifterna sträckte sig från musikaler och balett till sofistikerade samtida operor. 1965 dirigerade han Boris Blachers "Prussian Fairy Tale" i DDR:s uruppförande i närvaro av kompositören. Då visade sig flytten till Berliner-Sinfonie-Orchester (nu Konzerthausorchester Berlin) vara ett lyckokast. Vid sidan av och med Kurt Sanderlings förebild kunde Frank utveckla den symfoniska repertoaren. En omfattande konsertverksamhet utvecklades i många europeiska länder, Japan, Mexiko och andra. Samtidigt inleddes ett samarbete med Helsingborgs Symfoniorkester i Sverige, som varade i totalt 24 år, varav 10 år som chefsdirigent. I 1987 års upplaga av Svenska musikrevyn, med titeln "DDR - A Diverse Music Country", går Frank bland annat in i en intervju. på hans ansträngningar att etablera ett musikaliskt utbyte. Han har framfört Lars-Erik Larsson och andra svenska och nordiska tonsättare i Tyskland.
Från 1988 till 1995 var Frank allmän musikchef för Weimars nationalteater och Staatskapelle Weimar. Med denna orkester gjorde han framgångsrika konsertturnéer i Tyskland, Israel och USA. Särskilt anmärkningsvärt är framträdandena på festivalen "Kissinger Sommer". Hans avresa dit beklagades mycket av allmänheten och pressen.
Efter 1995 arbetade han som frilansande dirigent i Tyskland och utomlands. Han är hedersdirigent för Helsingborgs Symfoniorkester och tilldelades Nordstjärneorden av Sveriges kung.
Viktiga grammofoninspelningar är bland annat Eduard Tubin symfoni nr 7, verk av Lars-Erik Larsson, samtliga med Helsingborgs symfoniorkester och Theodorakis med Rundfunkchor Berlin, Berliner Sinfonie-Orchester.